# Sjoerd de Groot
Sjoerd de Groot (5 de julio de 1988) es un deportista neerlandés que compitió en remo. Ganó una medalla de bronce en el Campeonato Europeo de Remo de 2013, en la prueba de ocho con timonel.

## Palmarés internacional
| Campeonato Europeo | Campeonato Europeo | Campeonato Europeo | Campeonato Europeo |
| Año                | Lugar              | Medalla            | Prueba             |
| ------------------ | ------------------ | ------------------ | ------------------ |
| 2013               | Sevilla (España)   | Medalla de bronce  | Ocho con timonel   |